# Superliga Brasileira de Voleibol Feminino de 2014 - Série B
A Superliga Brasileira de Voleibol Feminino de 2014 - Série B foi a 1ª edição desta competição organizada pela Confederação Brasileira de Voleibol através da Unidade de Competições Nacionais. Trata-se da segunda divisão do Campeonato Brasileiro de Voleibol Feminino, a principal competição entre clubes de voleibol feminino do Brasil. Participam do torneio oito equipes provenientes de três estados brasileiros (São Paulo e Paraná) e do Distrito Federal.

## Regulamento
A Fase Classificatória será disputada em 6 (seis) Grand Prix classificatórios, sendo 3 (três) equipes no Grupo A e 3 (três) equipes no Grupo B. Cada equipe participante será sediante em um Grand Prix e visitante em dois Grand Prix.As equipes somarão pontos corridos dentro de seus respectivos grupos.Estarão classificados para a próxima fase o 1º e 2º colocados de cada grupo.
A Fase Semifinal será disputada, pelas 4 (quatro) equipes vencedoras da fase classificatória no sistema de play-off melhor de 3 (três) jogos. As equipes, melhores colocadas na fase classificatória, jogarão o 1º e o 3º jogo em casa. A Fase Final
será disputada entre as 2 (duas) equipes vencedoras da fase semifinal em um único jogo, na casa da equipe melhor classificada na fase classificatória. A classificação de 3º a 6º lugares será definida de acordo com o índice
técnico da fase classificatória.
O sistema de pontuação adotado na fase classificatória é o mesmo utilizado na Série A: caso o placar seja de 3 sets a 0 ou 3 a 1, serão concedidos três pontos para o vencedor e nenhum para o perdedor; se for 3-2, dois pontos para o vencedor e um para o perdedor. O não comparecimento (W.O.) leva à perda de dois pontos.As parciais (sets) foram disputados até 21 pontos.

## Equipes participantes
Cinco equipes disputam o título da Série B 2014. São elas:
| Equipe              | Cidade              | Última participação | Temporada 2013/2014 |
| ------------------- | ------------------- | ------------------- | ------------------- |
| ACEUL Leme          | Paulínia            | estreante           | -                   |
| PM Cascavel         | Cascavel            | estreante           | -                   |
| AABB Brasília       | Brasília            | estreante           | -                   |
| CONCILIG/Bauru      | Bauru               | estreante           | -                   |
| São José dos Campos | São José dos Campos | estreante           | -                   |

## Fase classificatória

### Classificação
- Vitória por 3 sets a 0 ou 3 a 1: 3 pontos para o vencedor;
- Vitória por 3 sets a 2: 2 pontos para o vencedor e 1 ponto para o perdedor.
- Não comparecimento, a equipe perde 2 pontos.
- Em caso de igualdade por pontos, os seguintes critérios servem como desempate: número de vitórias, razão de sets e razão de ralis.

|  |                                           |
|  | Equipes classificadas para as semifinais. |

|     |                     |     | Jogos | Jogos | Jogos | Resultados | Resultados | Resultados | Resultados | Resultados | Resultados | Sets | Sets | Sets | Pontos | Pontos | Pontos |
| Pos | Equipe              | Pts | T     | V     | D     | 3–0        | 3–1        | 3–2        | 2–3        | 1–3        | 0–3        | V    | P    | R    | V      | P      | R      |
| --- | ------------------- | --- | ----- | ----- | ----- | ---------- | ---------- | ---------- | ---------- | ---------- | ---------- | ---- | ---- | ---- | ------ | ------ | ------ |
| 1   | São José dos Campos | 0   | 0     | 0     | 0     | 0          | 0          | 0          | 0          | 0          | 0          | 0    | 0    | MAX  | 0      | 0      | MAX    |
| 2   | Conciling/Bauru     | 0   | 0     | 0     | 0     | 0          | 0          | 0          | 0          | 0          | 0          | 0    | 0    | MAX  | 0      | 0      | MAX    |
| 3   | ACEUL Leme          | 0   | 0     | 0     | 0     | 0          | 0          | 0          | 0          | 0          | 0          | 0    | 0    | MAX  | 0      | 0      | MAX    |
| 4   | PM Cascavel         | 0   | 0     | 0     | 0     | 0          | 0          | 0          | 0          | 0          | 0          | 0    | 0    | MAX  | 0      | 0      | MAX    |
| 5   | AABB Brasília       | 0   | 0     | 0     | 0     | 0          | 0          | 0          | 0          | 0          | 0          | 0    | 0    | MAX  | 0      | 0      | MAX    |

### Resultados
Para um dado resultado encontrado nesta tabela, a linha se refere ao mandante e a coluna, ao visitante. Como a fase classificatória é disputada em turno único, somente as partidas que de fato ocorrerão serão computadas na tabela e suas respectivas correspondentes com mando de quadra invertido serão assinaladas por um "X".
|   |                         | BAU | ABB | CSC | SJC | LEM | Pos |
| 1 | BAU Conciling/Bauru     |     | 0–0 | 0–0 | 0–0 | 0–0 | 2º  |
| 2 | ABB AABB Brasília       | X   |     | 0–0 | 0–0 | 0–0 | 5º  |
| 3 | CSC PM Cascavel         | 0–0 | X   |     | X   | 0–0 | 4º  |
| 4 | SJC São José dos Campos | 0–0 | 0–0 | X   |     | 0–0 | 1º  |
| 5 | LEM ACEUL Leme          | 0–0 | 0–0 | 0–0 | X   |     | 3º  |

## Chaveamento
|  | Semifinais | Semifinais          | Semifinais  |   |    | Final               | Final | Final |
|  |            |                     |             |   |    |                     |       |       |
|  | 1º         | São José dos Campos | 3           |   |    |                     |       |       |
|  | 4º         | PM Cascavel         | 0           |   |    |                     |       |       |
|  |            |                     |             |   | 1º | São José dos Campos | 3     |       |
|  |            | 2º                  | Vôlei Bauru | 1 |    |                     |       |       |
|  | 2º         | Vôlei Bauru         | 3           |   |    |                     |       |       |
|  | 3º         | ACEUL Leme          | 1           |   |    |                     |       |       |

## Fase final

#### Semifinais
| Data   | Hora  |                     | Placar |             | Set 1 | Set 2 | Set 3 | Set 4 | Set 5 | Total | Relatório |
| ------ | ----- | ------------------- | ------ | ----------- | ----- | ----- | ----- | ----- | ----- | ----- | --------- |
| 23 mar | 00:00 | São José dos Campos | 3–0    | PM Cascavel | 21–13 | 21–8  | 23–21 |       |       | 65–42 | Relatório |
| 23 mar | 00:00 | Vôlei Bauru         | 3–0    | ACEUL Leme  | 21–15 | 22–20 | 21–15 |       |       | 64–50 | Relatório |

#### Final
| Data   | Hora  |                     | Placar |             | Set 1 | Set 2 | Set 3 | Set 4 | Set 5 | Total | Relatório |
| ------ | ----- | ------------------- | ------ | ----------- | ----- | ----- | ----- | ----- | ----- | ----- | --------- |
| 31 mar | 00:00 | São José dos Campos | 3–1    | Vôlei Bauru | 21–15 | 21–18 | 14–21 | 21–15 |       | 77–69 | Relatório |

## Torneio Seletivo Superliga Brasileira
As equipes desclassificadas participaram do Torneio Seletivo Superliga Brasileira de 2016: